# 乔瓦尼·加拉沃蒂
乔瓦尼·加拉沃蒂（義大利語：Giovanni Gallavotti，1941年12月29日—），出生于那不勒斯，意大利数学物理学家。